# 베이시스트
베이시스트(영어: bassist)는 더블 베이스 혹은 베이스 기타, 키보드 베이스(영어: keyboard bass, key bass), 튜바 또는 수자폰과 같은 저음 금관악기 즉, 베이스(bass) 악기를 연주하는 음악가를 말한다. 베이스 플레이어(영어: bass player)라고 부르기도 한다. 일반적으로 베이스 기타는 주로 대중음악이나 록, 재즈, 레게 등을 연주하며, 더블 베이스는 고전 시대 음악, 블루 글래스, 비밥 재즈, 스윙 재즈 등을 연주한다.

## 개요
1960년대 이후 일렉트릭 베이스는 펑크, R&B, 소울, 록, 레게, 재즈 퓨전, 헤비메탈, 컨트리, 팝 등 다양한 장르의 표준 베이스 악기로 자리 잡았다. 더블베이스는 클래식, 블루그래스, 로커빌리, 그리고 대부분의 재즈 장르에서 표준 베이스 악기로 사용된다. 튜바나 수자폰과 같은 저음 금관악기는 딕실랜드와 뉴올리언스 스타일 재즈 밴드의 표준 베이스 악기이다. 초기 음악 녹음에서 더블베이스의 파트를 튜바가 담당했기 때문에 튜바 연주자는 베이시스트와 혼동되기도 한다. 베이시스트 역할을 하는 튜바 연주자로는 하워드 존슨, 허비 플라워스, 스티브 브라운 등이 있다.
특정 장르와 다양한 베이스 악기가 연관되는 경우가 많지만, 예외도 있다. 스트레이 캣츠의 리 로커, 베어네이키드 레이디스, 타이거 아미와 같은 일부 록 밴드와 베이시스트들은 더블베이스를 사용했다. 래리 그레이엄, 버나드 에드워즈, 믹 호건, 앤디 프레이저, 멜 셰이커는 일렉트릭 베이스 기타를 사용했다. 일부 펑크, R&B, 재즈, 퓨전 그룹은 일렉트릭 베이스 대신 신스 베이스나 키보드 베이스를 사용한다. 스티비 원더, 부츠 콜린스, 버니 워렐은 신스 베이스를 사용했다. 일부 전통 재즈 밴드는 튜바 대신 더블베이스나 일렉트릭 베이스를 사용한다. 빌 존슨과 스티브 브라운은 뉴올리언스 전통 재즈 장르에서 가장 초기의 더블베이시스트 중 한 명이다. 일부 재즈 그룹과 잼 밴드에서는 베이스라인을 하몬드 오르간 연주자가 연주하는데, 이 연주자는 베이스 페달 키보드나 저음에는 하단 매뉴얼을 사용한다. 키보드로 구동되는 베이스는 아토믹 루스터와 도어스와 같은 록 밴드에서도 가끔 등장하는데, 이 밴드의 키보디스트 레이 만자렉은 왼손으로 펜더 로즈 피아노 베이스를 사용했다.